# 황혜영 (배드민턴 선수)
황혜영(黃惠英, 1966년 7월 16일~)은 대한민국의 배드민턴 선수이다. 1992년 하계 올림픽 여자 복식 부문에서 정소영과 함께 금메달을 획득하여 최초의 올림픽 여자 복식 금메달리스트가 되었다.